# Leunovo
Leunovo (makedonsky: Леуново) je vesnice v Severní Makedonii. Nachází se v opštině Mavrovo a Rostuša v Položském regionu.

## Geografie
Obec Leunovo se nachází v Mavrovském národním parku, na východním břehu Mavrovského jezera. Nachází se v nižších částech hory Bistra, v nadmořské výšce 1340 metrů.
Obcí prochází místní asfaltová komunikace P-413, která vesnici spojuje se sousedním Mavrovem a Nikiforovem. Od města Gostivar je vzdálená 25 km.
V poslední době se vesnice zaměřuje na rozvoj venkovské turistiky, využívá blízkost jezera Mavrovo a Mavrova jako zimního turistického centra v Makedonii. Je zde několik penzionů a hotelů.

## Demografie
Podle sčítání lidu z roku 2021 žije ve vesnici 31 obyvatel. Etnické skupiny jsou:
- Makedonci – 27
- ostatní – 4

| Rok          | 1900 | 1905 | 1948 | 1953 | 1961 | 1971 | 1981 | 1991 | 1994 | 2002 | 2021 |
| ------------ | ---- | ---- | ---- | ---- | ---- | ---- | ---- | ---- | ---- | ---- | ---- |
| Obyvatelstvo | 955  | 840  | 329  | 436  | 265  | 106  | 60   | 26   | 40   | 6    | 31   |

## Kulturní a přírodní pamětihodnosti

#### Kostely
- Kostel Nanebevzetí Panny Marie – hlavní vesnický kostel

#### Pomníky
- Památník "Střelba" – památník věnovaný obětem padlých ve druhé světové válce

#### Archeologická naleziště
- Gonovica – pozůstatky středověké osady
- Dolnomalský hřbitov – pozůstatky středověkého kostela a hřbitova
- Suv Dol – středověký kostel a nekropole